# Dendrobium indragiriense
Dendrobium indragiriense är en orkidéart som beskrevs av Rudolf Schlechter. Dendrobium indragiriense ingår i släktet Dendrobium, och familjen orkidéer. Inga underarter finns listade i Catalogue of Life.